# Stadhouderskade 123-124
Het pand Stadhouderskade 123-124 bestaat uit origineel twee herenhuizen aan de Stadhouderskade in De Pijp te Amsterdam-Zuid, op de hoek met de Van Woustraat. De situatie is in 1891 door fotograaf Jacob Olie vastgelegd. De gebouwen stonden destijds los van de bebouwing aan de Van Woustraat. Het gebouw kijkt uit over de Paleis voor Volksvlijtbrug.

## Bouw
De architect van het origineel is vooralsnog onbekend, doch Arthur Staal was de man achter een grote verbouwing in 1973/1974. Hij werd destijds vaker ingeschakeld door de AMRO Bank (zie verder). Van hem is dan ook waarschijnlijk het ontwerp van de granieten bepleistering van de begane grond, want deze was in 1971 nog niet aanwezig. In die jaren is er aan de kant van de Van Woustraat een stuk aangebouwd. Opvallend aan het gebouw is echter de grote erker op de hoek, die er al vanaf het begin zit, en een reeks geblindeerde ramen aan de zijde van de Van Woustraat.

## Gebruik
Vanaf het vroege begin vonden allerlei financiële transacties plaats in het gebouw. Johannes Kerkhoven, een koopman, was waarschijnlijk de eerste bewoner, samen met Maria Theodora Crous, die zorgde voor cursussen Engels in Engeland zelf. Johannes Jelgershuis Swildens, houder van een apotheek alhier, voerde hier de administratie voor het "Amsterdamsch Comité tot hulp van Transvaal en Oranje-Vrijstaat". In 1920 werd de apotheek verkocht. In 1933 was hier het "Financieel Comité voor het Noodfonds 1933 voor Joodse vluchtelingen" gevestigd. In 1935 zat hier een bijkantoor van de Bank-Associatie. In later jaren zat hier de Incasso Bank NV van Samuel de Souza (Amsterdam, 23 november 1883 – Auschwitz, 14 oktober 1944), die de bovenetages als woonhuis in gebruik had met een uitgebreide bibliotheek. Die Incasso Bank had de Bank-Associatie overgenomen. De Incasso Bank werd in 1948 opgeslokt door de Amsterdamsche Bank, die in 1964 weer fuseerde met de AMRO Bank, in 1990 opgaande in de ABN AMRO. In eerste instantie zaten die banken met een apart toegangspoortje meer in de Van Woustraat dan op Stadhouderskade. Toen die bank na de zoveelste sanering vertrok werd het vrijgegeven voor horeca.
Gebouw 124 heeft in 1914 een rol gespeeld in een chantagezaak. De vrouw van de president van het gerechtshof te Amsterdam werd gesommeerd 2000 gulden af te dragen om te voorkomen dat ze gedood zou worden. De dader werd in de kraag gevat. In de jaren zestig was hier het kantoor gevestigd van Adler Staal, dat in 1981 failliet ging. 
Oost ·
160 ·
158 ·
157 ·
156 ·
155 ·
151-154 ·
149-150 ·
145-146 ·
142-144 ·
140-141 ·
137-139 ·
135-136 ·
130-134 ·
129 ·
128 ·
125-127 ·
123-124 ·
116-122 ·
115 ·
110-113 ·
100-101 ·
97 ·
95-96 ·
93-94 ·
92 ·
91 ·
89-90 ·
87-88 ·
86 ·
85 ·
84 ·
82-83 ·
78-79 ·
77 ·
Heineken Brouwerij ·
74 ·
72-73 ·
69-70 ·
68 ·
67 ·
65-66 ·
64 ·
62-63 ·
60-60a ·
58-59 ·
56-57 ·
Willemshuis ·
Van Nispenhuis ·
Kapel van Sint Josephs Gezellen-Vereeniging ·
54 ·
52-53 ·
47-49 ·
Carel Willinkplantsoen ·
Polderhuis ·
Ruysdaelkade 2-4 ·
Judith Leysterbrug ·
42 (Rijksmuseum) ·
40-41 ·
31-35 ·
30 ·
29 ·
Park Centraal Amsterdam ·
Stedemaagd (Vondelpark) ·
Byzantium ·
Koepelkerk ·
12 (Marriott) ·
Persilhuis ·
7 ·
5 ·
3 ·
1 ·
West